# Carondelet-Riff

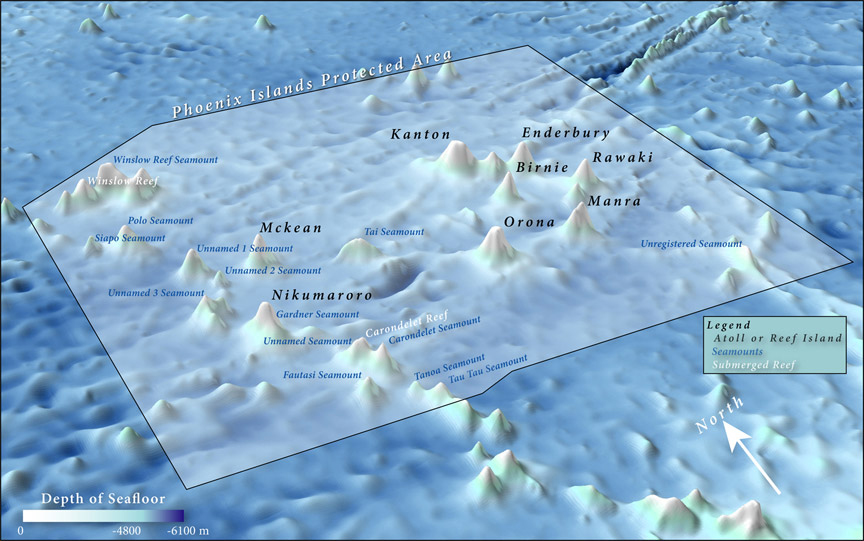
Karte Perspektivische Karte der Phönixinseln mit Lage des Carondelet-Riffs im Süden

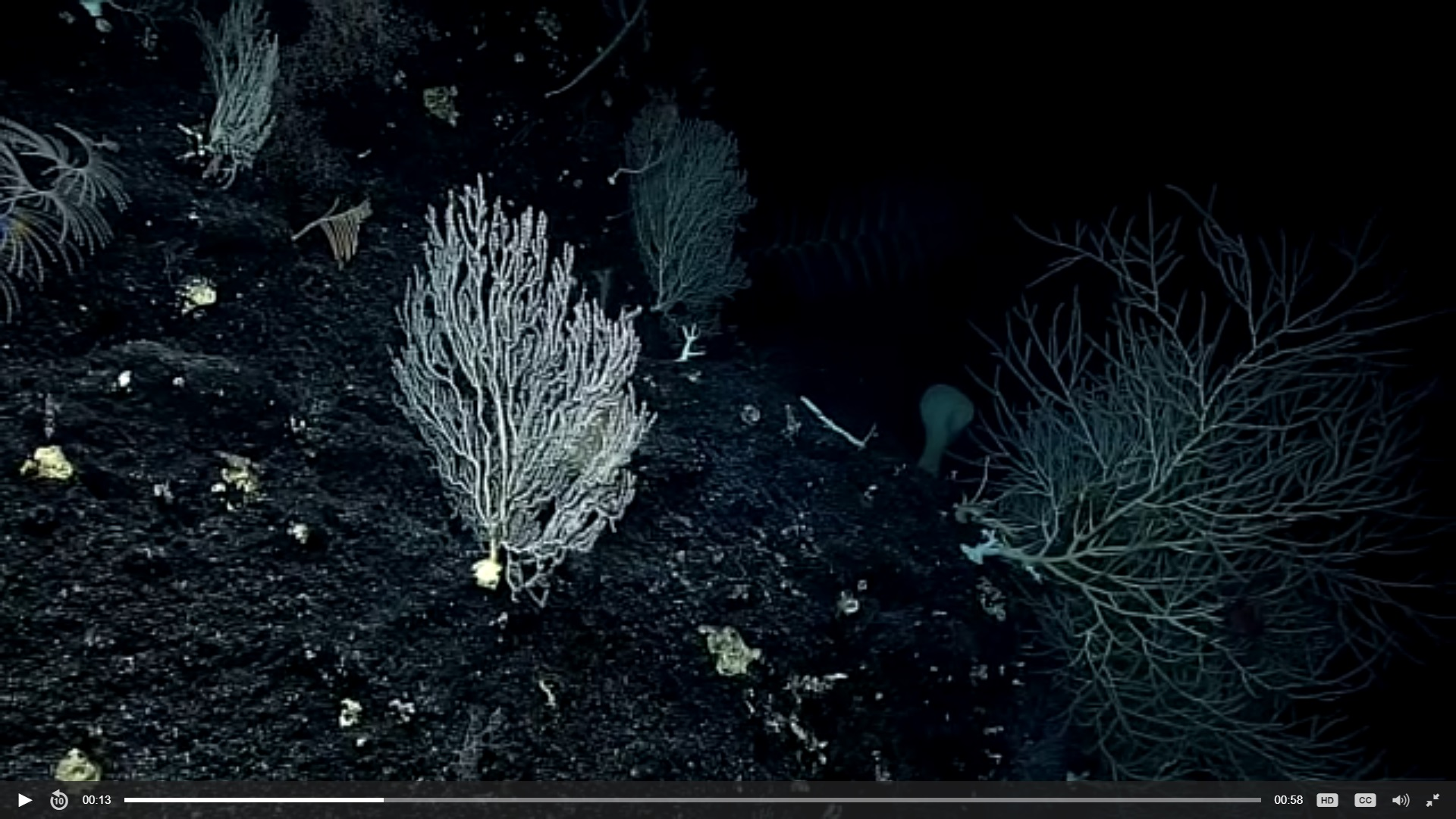
Tauchgang im März 2017 beim Carondelet-Riff, Tiefe ca. 1840 Meter

Das Carondelet-Riff (engl.: Carondelet Reef) ist ein hufeisenförmiges Korallenriff der Phoenixinseln (Kiribati). Es befindet sich 106 km südöstlich von Nikumaroro, ist etwa 1,5 km lang und liegt mindestens 1,8 m unter der Wasseroberfläche. Die geographischen Koordinaten sind 5° 34′ S, 173° 51′ W. 
Das Riff wurde nach dem Schiff benannt, von dem aus es am 16. Juli 1937 entdeckt wurde.